# Paul Charbonnier
Pour les articles homonymes, voir Charbonnier.
Paul Charbonnier, né à Nancy (Meurthe-et-Moselle) le 17 novembre 1865 et mort dans la même ville le 14 avril 1953, est un architecte français de la première moitié du XXe siècle.
Connu surtout pour quelques réalisations dans le style Art nouveau à Nancy, il participe aussi à la sauvegarde des richesses du patrimoine de Meurthe-et-Moselle et à la construction et l'entretien de nombreux bâtiments civils du département.

## Biographie
Louis Paul Albert Charbonnier naît à Nancy en 1865. Il est le fils de Jules Nicolas Marie Charbonnier, chef de division à la préfecture de Nancy et d'Anne Victorine Aubert. Sans parenté dans le monde de l'architecture ou de la construction (à la différence de nombre de ses contemporains), le jeune Charbonnier est peut-être été influencé dans le choix de son activité par son cousin Alexis Charbonnier (1846-1932), artiste-peintre qui est son professeur de dessin au lycée de Nancy.
Bachelier ès-sciences, Paul Charbonnier est d'abord formé à l’École régionale des Beaux-Arts de Nancy où il est l'élève d'Albert Jasson. Ce dernier le prépare au concours d'entrée à l’École des beaux-arts de Paris qu'il réussit en 1888. Il se forme au sein de l'atelier des architectes Louis-Jules André et Victor Laloux . Il passe en première classe en 1891 et obtient son diplôme d'architecture en 1895.
Après une période d'activité à Paris, il s’installe à Nancy en 1900 en reprenant le cabinet de Charles Schuler (1852-1900). Son agence est installée 37 faubourg Saint-Jean puis 8 boulevard Albert 1er. Il exerce simultanément en tant qu'architecte libéral pour une clientèle privée tout en effectuant des missions publiques.
Ainsi, dès 1900 et jusqu'en 1936, il est l'architecte ordinaire des Monuments historiques de Meurthe-et-Moselle. En 1909, il est nommé en outre Inspecteur des édifices du diocèse, . À partir de 1915, il est le conservateur des objets d'arts de Meurthe-et-Moselle et de 1915 à 1935, l'architecte en chef du département de Meurthe-et-Moselle.
Nommé chevalier de la Légion d'honneur en 1932, Paul Charbonnier reste actif jusqu'en 1952 et meurt en 1953.
En marge de son œuvre architecturale, Paul Charbonnier s'investit beaucoup dans les associations professionnelles et dans la vie artistique lorraine. Membre de la Société des architectes de l'Est de la France, il en devient le président en 1923. Il adhère également à la société des architectes diplômés par le gouvernement (SADPLG) dès 1895, à l'Union syndicale des architectes (USA), à la Société des architectes de France (SAF), à la Société centrale des architectes (SCA) à partir de 1935. Dès 1901, Paul Charbonnier fait partie du comité directeur de l’École de Nancy. Il est par ailleurs membre du comité du Musée historique lorrain et de la Société archéologique lorraine.

### Vie familiale
Louis Charbonnier épouse en 1897 Eva Michel. Ensemble ils adoptent une fille, Catherine Olga Charbonnier, qui épousera l'architecte nancéien Charles Mienville.

## Style
« [Le] style architectural [de Paul Charbonnier] reflète sa lente transition entre la tradition académique du XIXe siècle  [...] et la modernité [...] insufflée par le XXe siècle » et illustre « les hésitations des architectes du début du XXe siècle » résume Mathilde Thiriet. La tradition est apparente dans certaines de ses réalisations se rattachant notamment au néo-classicisme ou au néogothique ou encore à l'éclectisme, tandis que la modernité se traduit par ses collaborations avec les artistes de l'école de Nancy, par l'emploi fréquent des nouveaux matériaux et des nouvelles techniques de construction telles que le béton armé ou les structures métalliques.  Paul Charbonnier est particulièrement reconnu pour la composition et l'articulation des volumes de ses réalisations ; ses détracteurs soulignent quant à eux le manque de motifs végétaux de ses façades ainsi que le manque d'épure de son langage architectural. 

## Réalisations

### à Nancy
- Maison du Peuple, 2 rue Drouin (1901-1902)[1],[6].  Inscrit MH (1989).
- Hôtel E. Mangon, 3 rue de l'Abbé Gridel (1902)[2].
- Immeuble 5 rue de l'Abbé Gridel (1902)[6].  Inscrit MH (1977).
- Maison du docteur Paul Jacques, 41 avenue Foch (1905)[1],[6].  Inscrit MH (1979).
- Villa de M. Péquart, 34 rue Jacquinot (1906), détruite en 1970[2].
- Ateliers Majorelle, 10-12 rue du Pont-Mouja (1907-1914)[1].
- Banque Charles Renauld, rue Chanzy et 58 rue Saint Jean, en association avec Émile André (1908-1910)[1],[6].  Classé MH (1989, façades et toitures).
- Maison du banquier Charles Renauld, 103 rue de la Côte (1909), détruite[2].
- Immeuble Ducret, 66 et 66bis rue Jeanne-d'Arc, en collaboration avec Émile André (1910)[3],[6].
- Immeuble Fandre, 4 rue Raymond Poincaré (1920)[6].
- Magasins Majorelle, 16-24 rue Saint-Georges (1921-1922)[1],[6].
- Monument aux morts de l'école forestière, avec Alfred Finot (1922)[7].
- Rénovation et agrandissement de l'Hôtel Thiers (1924)[8].
- Chapelle funéraire de la famille Simon au cimetière de Préville (1927)[9].
- Garage, rue de Serre (1929)[10].
- Caisse d'épargne, 1 place Dombasle, en association avec Jean Bourgon (1930)[1],[6],[11].
- Hôtel particulier de l'avocat Melin, rue Jacquinot, détruit en 1970[3].
- Villa de M. Picard, 6 rue des Jardiniers[2].

Quelques édifices réalisés par Paul Charbonnier à Nancy
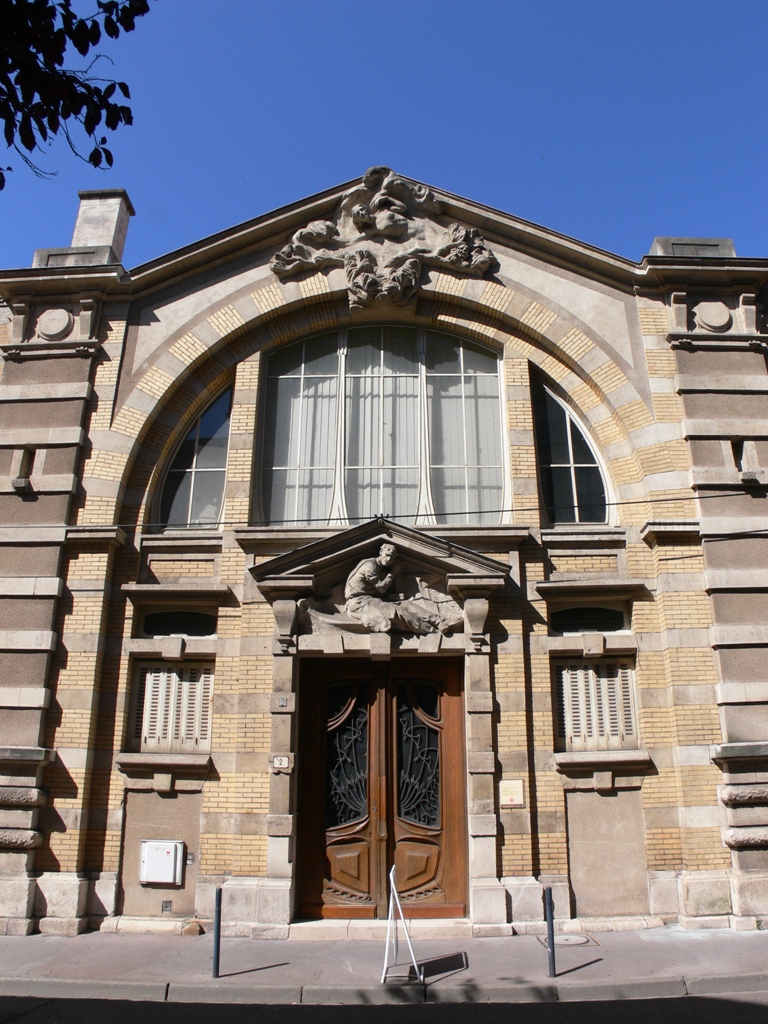
Maison du Peuple.
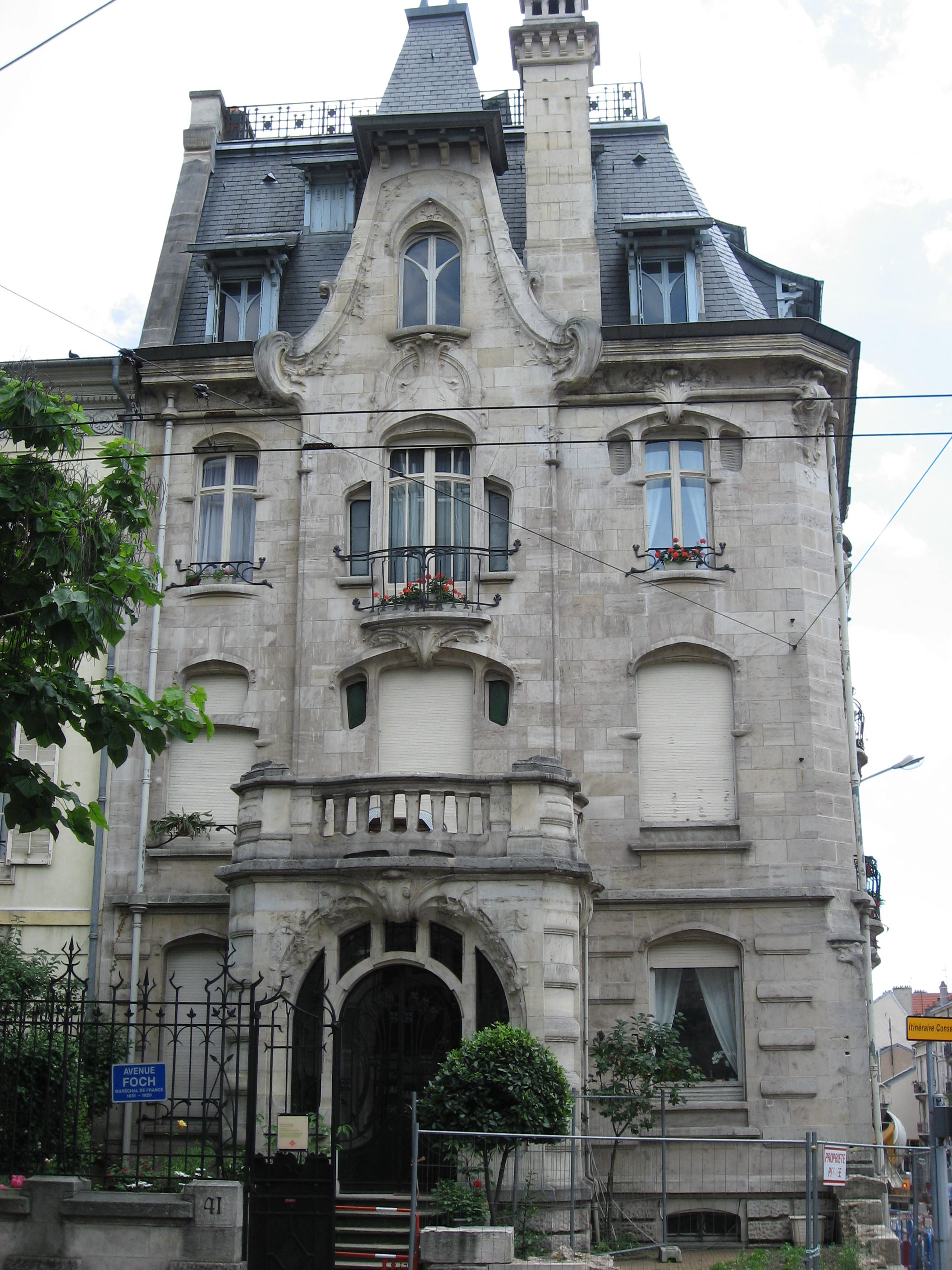
Maison du Dr Paul Jacques.
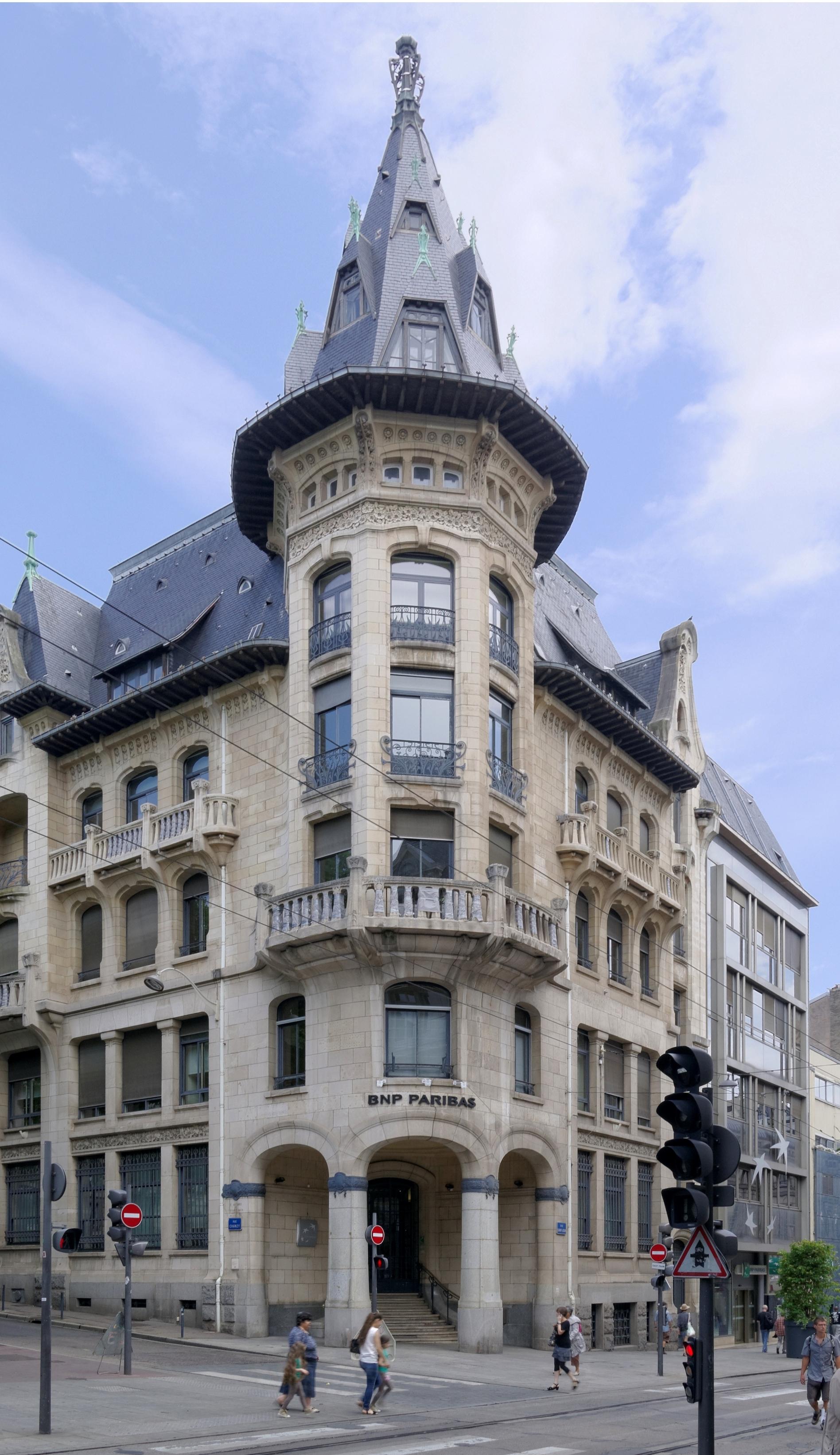
Ancienne banque Charles Renauld.
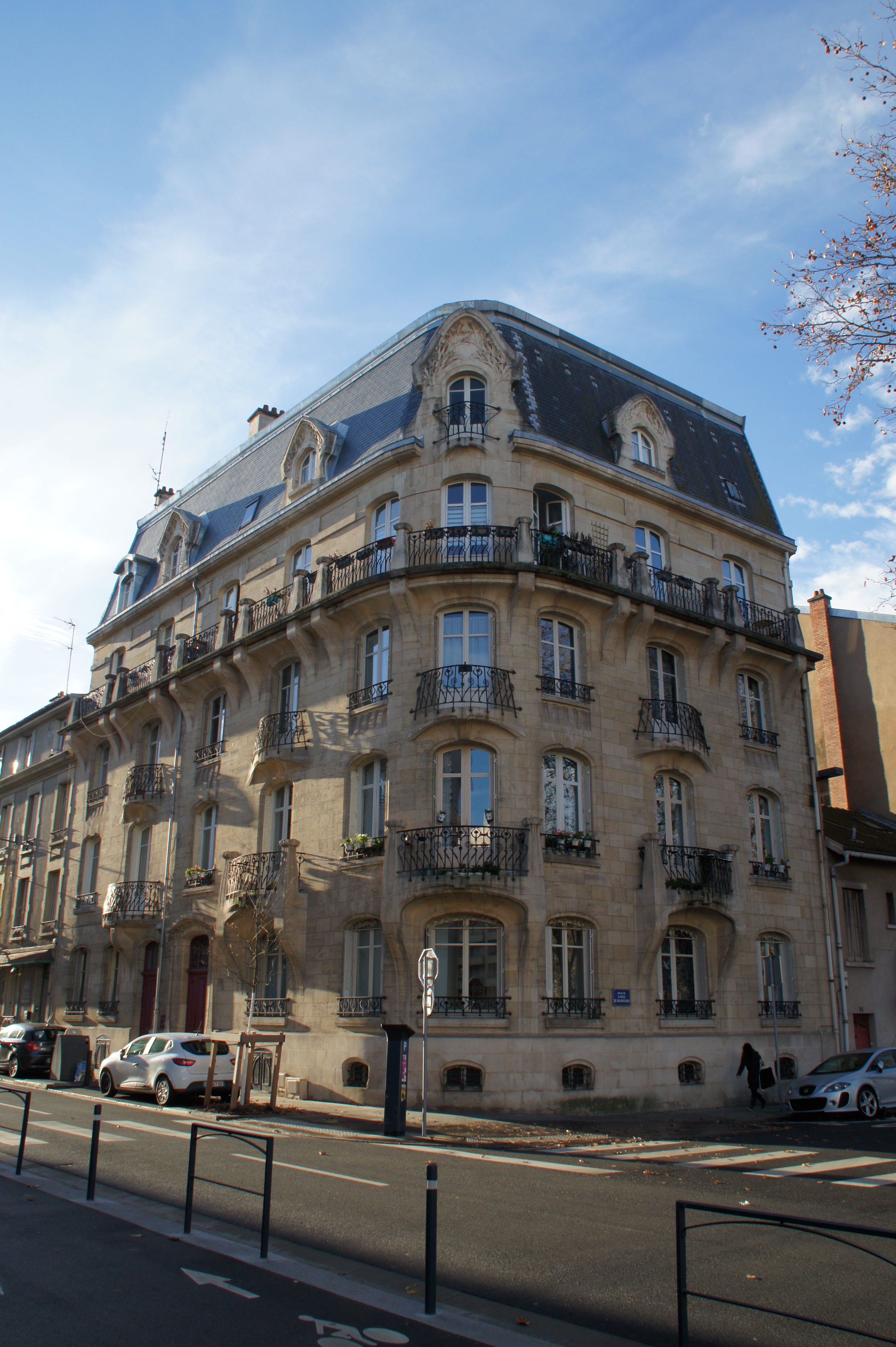
Maison Ducret.
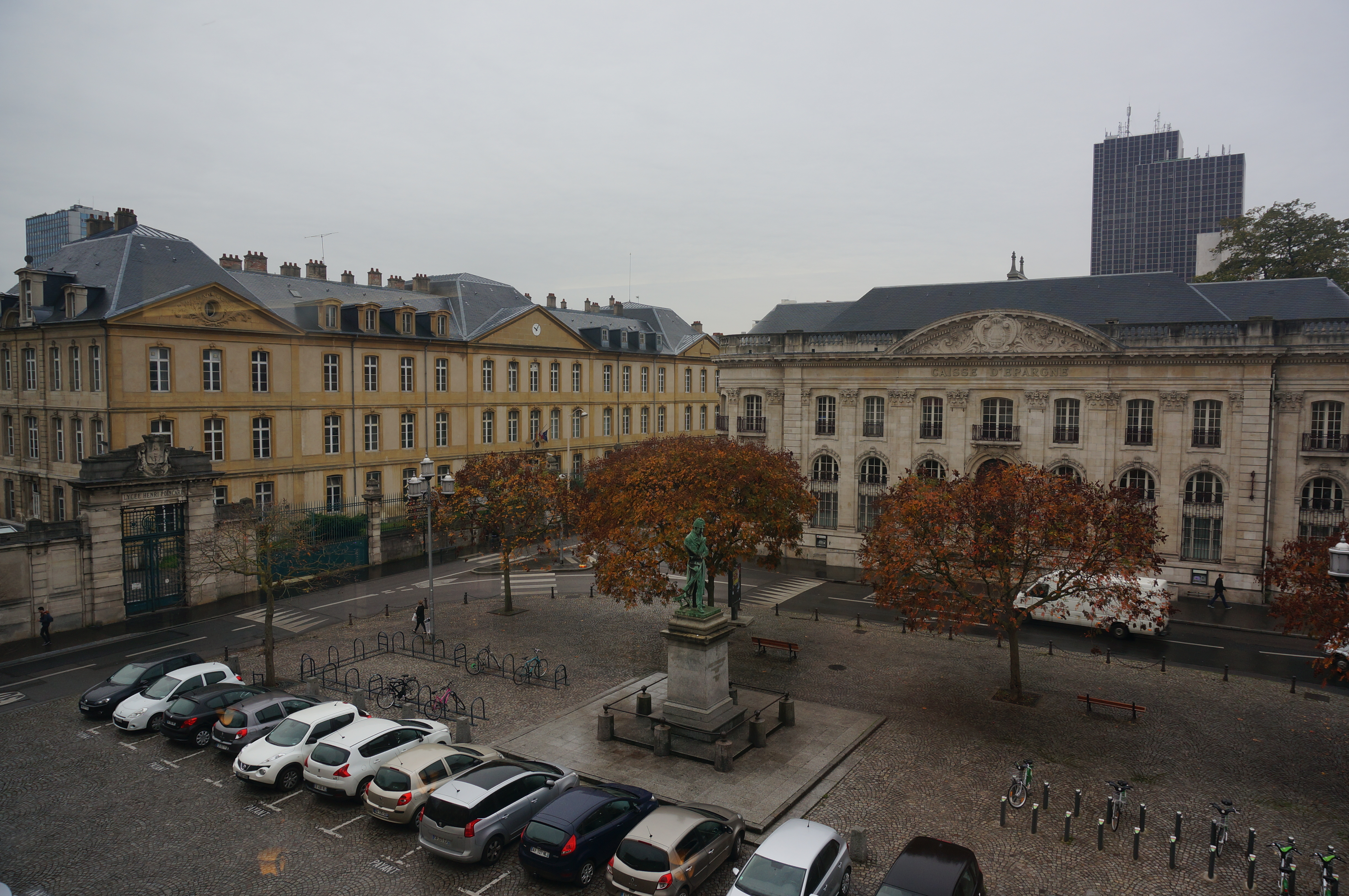
Vue sur le bâtiment de la Caisse d'épargne (à droite de l'image). .

### en Meurthe-et-Moselle
- Cité ouvrière de la brasserie Moreau à Vézelise (1904-1913)[1].
- Villa Malraux à Saint-Nicolas-de-Port (1911), aujourd'hui Maison des jeunes et de la culture de Saint-Nicolas-de Port[12].
- Monument du Souvenir français à Longwy, avec Ernest Bussière, sculpteur (1912)[13],[14].
- Monument de la Croix des Carmes à Montauville, avec Victor Prouvé et Émile Bachelet, sculpteurs (1923)[15].
- Monument aux morts de Vézelise, avec Émile Bachelet, sculpteur (1924)[16],[17].
- Salle des fêtes de Malzéville, avec Henri Antoine (1927-1928)[18].
- Monument aux victimes civiles de la barbarie allemande à Nomeny, avec Émile Bachelet, sculpteur (1928)[19].
- Institut et chapelle de de l'hôpital Jean-Baptiste Thiéry à Maxéville (1932-1937)[1],[20].
- Participation à la reconstruction de Vitrimont[2].

### ailleurs en France
- Caisse d'épargne d'Oloron-Sainte-Marie (Pyrénées-Atlantiques) (1895)[1].
- Cité ouvrière de Bouligny  (Meuse) (1908)[2].